# Jan van Dijk
Jan A.G.M. van Dijk (1952) è un sociologo olandese, professore di sociologia e scienze della comunicazione presso l'Università di Twente.
Studia la società dell'informazione e gli aspetti sociali dei nuovi media; ha coniato l'espressione network society.